# 蔡祈岩
蔡祈岩，台北市人，2022年2月起擔任台灣大哥大股份有限公司資訊長，和林之晨合著《AI的它時代—台灣企業的大機遇》一書，於2024/7月由天下雜誌股份有限公司出版，著重於企業應用AI場域與實務探討，頗受好評，被台灣科技大學盧希鵬教授評價為「價值數千萬的書」，臺科大於2025/2舉行「AI的它時代—臺灣的大機遇」演講，校長顏家鈺也表示肯定。
蔡祈岩同時是台灣最早期的電腦遊戲作者之一，1990年，他和王功華合作的遊戲「決戰俄羅斯」由智冠科技(當時名軟體世界)出版。目前他也是中華民國資訊經理人協會（Information Management Association of R.O.C. 簡稱 IMA）理事長。